# Marcelino Astray de Caneda
Marcelino Astray de Caneda, nacido en Santiago de Compostela en 1824 y fallecido en la misma ciudad a principios de junio de 1899, fue un médico, militar y político gallego.

## Trayectoria
Médico militar. Fue inspector de sanidad de la Armada. Fue jefe de sanidad del departamento de Ferrol (1883). Fue nombrado alcalde de Vigo en agosto de 1895. Permaneció en el puesto hasta 1897.
| Predecesor: Primitivo Blein Costas | Alcalde de Vigo 1895-1897 | Sucesor: Antonio López de Neira |

## Vida personal
Viúvo, contrajo matrimonio en 1898 con Josefa Díaz da Pena.